# Francesco Muzzopappa
Francesco Muzzopappa (Bari, 1976) è uno scrittore italiano.
Ha esordito nel 2013 con il primo dei suoi romanzi umoristici dopo alcuni anni di attività come copywriter e pubblicitario radiofonico.

## Opere
- Una posizione scomoda, Roma, Fazi, 2013
- Affari di famiglia, Roma, Fazi, 2014
- Dente per dente, Roma, Fazi, 2017 [2]
- Heidi, Roma, Fazi, 2018
- Il primo disastroso libro di Matt, Milano, De Agostini, 2020[3]
- Un uomo a pezzi, Roma, Fazi, 2020
- Grace Yard. In carne, ossa e mummie, Milano, De Agostini, 2020
- L'inferno spiegato male, Milano, De Agostini, 2021
- Il secondo disastroso libro di Matt, Milano, De Agostini, 2021
- L'Europa spiegata male, Milano, De Agostini, 2022
- Sarò breve, Roma, Fazi, 2022
- Pianeta Terra chiama Matt, Milano, De Agostini, 2022
- Santa Maria - Anche la Morte va in burnout, Milano, Solferino, 2024
- Fiabe brevi che finiscono malissimo, Roma, Gigaciao, 2025

## Podcast
- Un uomo a pezzi, Milano, Storytel, 2019
- Figurine, Milano, Storytel, 2021